# 국민포장
국민포장(國民褒章)은 대한민국의 훈장으로 상훈법 제21조 정치·경제·사회·교육·학술 분야의 발전에 이바지한 공적이 뚜렷한 사람 또는 공익시설에 많은 금액의 재산을 기부하였거나 이를 경영한 사람, 그 밖에 공익사업에 종사하여 국민의 복리 증진에 이바지한 공적이 뚜렷한 사람에게 수여한다.

## 같이 보기
- 대한민국의 훈장

## 참고 자료
- 상훈법